# 영국령 인도 육군
영국령 인도 육군(영어: British Indian Army)은 일반적으로 인도 육군이라고 불리며, 1947년 영국령 인도가 해체되기 전까지 영국령 인도의 주요 군대였다. 그것은 또한 그들 자신의 군대를 가질 수 있는 번왕국들을 포함한 인도 제국의 방어를 책임졌다.  인도의 임페리얼 가제트에 인용된 바에 따르면, "영국 정부는 침입으로부터 인도 번왕국 원주민을 보호하고 군대 내의 반란으로부터도 보호하기 위해 영국령 인도뿐만 아니라 황제의 종주권 하에 있는 모든 재산을 보호하기 위해 조직되었다." 인도 육군은 특히 제1차 세계 대전과 제2차 세계 대전 동안 인도와 해외 모두에서 대영 제국 군대의 중요한 부분이었다.
인도 육군이라는 용어는 특히 세포이 항쟁 이후 영국령 인도 관구 군대의 벵골 육군, 마드라스 육군, 봄베이 육군으로 구성된 관구 군대를 총칭하여 비공식적으로 처음 사용된 것으로 보인다. 공식적으로 인도 육군이라고 불리는 첫 번째 군대는 1895년 인도 정부에 의해 길러졌고, 오랫동안 확립된 세 개의 관구 군대와 함께 존재했다. 하지만, 1903년에 인도 육군은 이 세 개의 군대를 흡수했다. 인도 육군 자체와 인도에 주둔하던 영국 육군(인도에 파견된 영국 부대)이 나중에 인도 육군과 파키스탄 육군으로 분할되었다.

## 역사
인도 육군은 세포이 항쟁이 종결된 1858년 국왕이 동인도 회사로부터 영국령 인도의 직접 통치권을 넘겨 받았을 때를 기원으로 하고 있다. 1858년 이전에, 인도 육군의 전구 부대는 회사에 의해 통제되는 부대였고 그들의 이익에 의해 지불되었다. 이들은 런던에 있는 영국 정부의 자금 지원을 받는 영국 육군 부대와 함께 운영되었다.